# 일본유신회 (2012년)
일본유신회(일본어: 日本維新の会 니폰이신노카이[*])은 일본의 정당이었으며, 지역 정당인 오사카 유신회가 그 모체였다.

## 개요
2012년 9월 8일의 전체 소속 의원 회의에서 일본 국정 진출을 공식 결정함에 따라, 당명을 ‘오사카 유신회’에서 ‘일본유신회’로 개명하는 것에 합의하였다. 9월 11일에 민주당과 자유민주당, 민나노당 소속의 중ㆍ참의원 7명이 소속 정당을 탈당하고, 유신회에 정식으로 합류하였다. 9월 12일에 오사카시에서 밤 늦게 열린 정치 자금 파티에서 탈당파 중ㆍ참의원 7명이 참석한 가운데, ‘일본유신회’의 창당이 공식 선언되었다.
2014년 5월 28일에는 결속당(結いの党)과 합당하는 문제로 이시하라 신타로와 하시모토 도루가 대립하였고, 이시하라에 동조하는 사람들이 늘어가기 시작하였다.
2014년 6월 22일 임시전당대회에서 하시모토 계파와 이시하라 계파의 갈등으로 분당을 하기 위해 당을 해산한다는 의결을 하였다. 7월 31일 정당해산신고를 총무대신(総務大臣)에게 제출하고 정식으로 해산하였다. 이시하라 계파는 다음날 차세대당을 창당하였으며 하시모토 계파는 구 일본유신회의 당명을 계승한 잠정적인 신당인 새 일본유신회를 창당하였다. 9월 22일 결속당과 일본유신회는 유신당으로 통합하였다.
2014년 9월 22일 유신당에 합병되었다.

## 같이 보기
- 일본의 정당